# Área micropolitana de St. Marys (Pensilvania)
El área micropolitana de St. Marys,  y oficialmente como Área Estadística Micropolitana de St. Marys, PA µSA tal como lo define la Oficina de Administración y Presupuesto, es un Área Estadística Micropolitana centrada en la localidad de St. Marys en el estado estadounidense de Pensilvania. El área micropolitana tenía una población en el Censo de 2010 de 31.946 habitantes, convirtiéndola en la 447.º área micropolitana más poblada de los Estados Unidos. El área micropolitana de St. Marys comprende el condado de Elk, siendo St. Marys la localidad más poblada.

## Composición del área micropolitana

### Ciudades
St. Marys 

### Boroughs
Johnsonburg |
Ridgway 

### Municipios
Benezette |
Fox |
Highland |
Horton |
Jay |
Jones |
Millstone |
Ridgway |
Spring Creek 

### Lugares designados por el censo
Byrnedale |
Force

### Áreas no incorporadas
James City |
Loleta |
Wilcox 